# Пиварчак, Дайлин
Дайли́н Пиварча́к (англ. Dailene Pewarchuk; урождённая Дайли́н Си́вертсон, англ. Dailene Siverston; 16 августа 1990, Саскатун, Саскачеван, Канада) — канадская кёрлингистка.
Скип своей команды. Играет на позиции четвёртого.

## Достижения
- Чемпионат Канады по кёрлингу среди женщин: серебро (2012).
- Чемпионат мира по кёрлингу среди юниоров: серебро (2011).
- Чемпионат Канады по кёрлингу среди юниоров: серебро (2010), бронза (2007).

## Команды
| Сезон   | Четвёртый        | Третий              | Второй           | Первый            | Запасной                                 | Турниры              |
| ------- | ---------------- | ------------------- | ---------------- | ----------------- | ---------------------------------------- | -------------------- |
| 2006—07 | Дайлин Сивертсон | Steph Jackson       | Kristen Mitchell | Megan Reid        | тренер: Cindy Tucker                     | ЧКЮ 2007             |
| 2009—10 | Дайлин Сивертсон | Simone Brosseau     | Jessie Sanderson | Brandi Tinkler    | тренер: Cindy Tucker                     | ЧКЮ 2010             |
| 2010—11 | Дайлин Сивертсон | Jessie Sanderson    | Erinn Bartlett   | Brandi Tinkler    | тренер: Cindy Tucker                     | ЧКЮ 2011 (5-е место) |
| 2010—11 | Trish Paulsen    | Kari Kennedy        | Kari Paulsen     | Natalie Yanko     | Дайлин Сивертсон                         | ЧМЮ 2011             |
| 2011—12 | Келли Скотт      | Дайлин Сивертсон    | Саша Картер      | Джеки Армстронг   | Джина Шредер                             | ЧК 2012              |
| 2012—13 | Эмбер Холланд    | Джолин Кэмпбелл     | Brooklyn Lemon   | Дайлин Сивертсон  |                                          |                      |
| 2013—14 | Эмбер Холланд    | Джолин Кэмпбелл     | Дайлин Сивертсон | Brooklyn Lemon    |                                          |                      |
| 2013—14 | Стефани Лоутон   | Шерри Андерсон      | Шерри Синглер    | Марлиз Кэснер     | Дайлин Сивертсон                         | ЧК 2014 (4-е место)  |
| 2014—15 | Дайлин Сивертсон | Steph Jackson-Baier | Jessie Sanderson | Carley St. Blaze  |                                          |                      |
| 2016—17 | Дайлин Пиварчак  | Patti Knezevic      | Adina Tasaka     | Rachelle Kallechy |                                          |                      |
| 2019—20 | Corryn Brown     | Erin Pincott        | Dezaray Hawes    | Ashley Klymchuk   | Дайлин Пиварчак тренер: Allison MacInnes | ЧК 2020 (6 место)    |

(скипы выделены полужирным шрифтом)

## Частная жизнь
Окончила университет Реджайны в 2014.
Замужем (с 2016). Муж — Дастин Пиварчак (англ. Dustin Pewarchuk).